# La Ceiba, Yucatán
La Ceiba är en ort i Mexiko.   Den ligger i kommunen Mérida och delstaten Yucatán, i den östra delen av landet, 1 000 km öster om huvudstaden Mexico City. La Ceiba ligger 8 meter över havet och antalet invånare är 990.
Terrängen runt La Ceiba är mycket platt. Runt La Ceiba är det ganska tätbefolkat, med 116 invånare per kvadratkilometer. Närmaste större samhälle är Mérida, 12,9 km söder om La Ceiba. Omgivningarna runt La Ceiba är en mosaik av jordbruksmark och naturlig växtlighet.